# Atributul personalității
Atributele personalității (în materia de Drept), sunt acele proprietăți sau caracteristici ale identității, proprii persoanelor fizice sau persoanelor juridice, ca persoane titulare de drepturi.

## Caracteristici
- Sunt inerente: le avem doar pentru simplul fapt că știința numită Drept consideră individul uman a fi persoană, încă de la stadiul său de embrion.
- Sunt unice: nu e posibil să aibă cineva mai mult de un atribut, de același ordin.
- Sunt inalienabile: fiind în afara oricărei forme de tranzacționare comercială, neputând fi transmise prin intermediul nici unui fel de act sau de tranzacție juridică.
- Sunt imprescriptibile: nici nu se achiziționează și nici nu se pierd prin naturala trecere a timpului.
- Sunt ne-refuzabile (unrenounceable): nici titularii acestor atribute neputând renunța la ele în mod unilateral, nici autoritatea publică nu poate stabili vreo sancțiune anume care ar implica eliminarea vreunuia din aceste atribute.
- Sunt in-embargabile (nu li se pot pune, în nici un fel de formă, embargou).

## Atributele persoanei
- Nume: La persoanele fizice individuale (naturale) numele acestora reiese din ansamblul de litere și de personalitate care servesc pentru a identifica și a individualiza acea persoană. În ce privește conceptul "persoană juridică", numele acesteia reiese dintr-o  "rațiune socială de a fi" sau reiese din documentația ce a permis constituirea acelei entități juridice (reiese din chiar denumirea ei).
- Capacitate: Reprezintă aptitudinea fizicei persoane de a fi subiect activ sau subiect pasiv, în relațiile juridice. Se impune ca neapărat necesară  distingerea între acea capacitate analogică conceptului de capacitate juridică (imprescriptibilă, imuabilă, inalienabilă, și de ordine publică); și  capacitatea de acțiune, sau de exercitare concretă a drepturilor specifice, capacitate de a acționa care poate fi limitată, parțială și variabilă. De obicei, legile stabilesc cazurile în care o persoană poate fi incapacitată prin intermediul vreunei decizii judiciare atunci când respectiva persoană nu se poate autoguverna din cauza persistenței vreunei boli de caracter psihic sau de caracter fizic.

La persoanele juridice, capacitatea de a fi subiecte de drepturi și de obligații se determină prin chiar domeniul obiectului său social, și neapărat, se exercită prin intermediul reprezentării sale printr-o persoană juridică individuală, atât prin intermediul reprezentării judiciare cât și al reprezentării extrajudiciare.
- Domiciliu (Adresa): La persoanele fizice individuale se referă la locul de rezidență al individului. La persoanele juridice se referă la locul fizic unde își au domiciliul fiscal.
- Naționalitate: naționalitatea reprezintă legătura juridică pe care o are o persoană cu unul sau mai multe State.
- Patrimoniu⁠(d): În ce privește persoanele fizice individuale patrimoniul reprezintă un ansamblu de drepturi și de obligații care sunt susceptibile de a fi evaluate din punct de vedere economic. În ce privește persoanele juridice (individuale sau colective) în plus față de fizicele persoane, sunt luate în considerare mijloacele care le permit să își urmărească si să își îndeplinească scopurile economice propuse. Patrimoniul poate fi pecuniar sau moral
- Condiția civilă: Atribut exclusiv al persoanelor fizice individuale (nu și al persoanelor juridice individuale sau colective) care consistă, în special, în raportul persoanelor cu conceptele familie, Societate, Stat.